# 馬自達T1500
馬自達T1500是1956年至1971年間由日本馬自達汽車公司（當時稱為東洋工業）製造發售的商用三輪卡車，其兄弟車為共通設計的T2000。雖然統稱為T1500，但生產期間曾歷經許多次大改款，請參見以下詳述。

## 概要與歷史
1956年秋天該公司推出開發代號為CMTB型的馬自達T1000三輪卡車，載貨平台可分為七尺與八尺兩種。動力來源為一具1,005c.c.氣冷式OHV V型二缸引擎，最大馬力為31.5ps。
翌年秋天進行大改款，原廠開發代號MRA型改成圓形方向盤與密閉的鋼製車廂，並稍後推出歷經改良的MRB型。1959年改搭載最大馬力46ps的1,139c.c.水冷式OHV直列四缸TA型引擎，改稱馬自達T1100，載貨平台一律改為八尺。
1962年受到K360及T600改款的影響，更改為載貨容積可達二噸的UA型，引擎為1,484c.c.水冷式OHV直列四缸UA型引擎，最大馬力60ps；此時車名叫作馬自達T1500。另有載貨容積一噸的TUB81型、一點五噸的TUB85型等；載貨平台的柵欄也區分成一方或三方開啟等兩個種類。

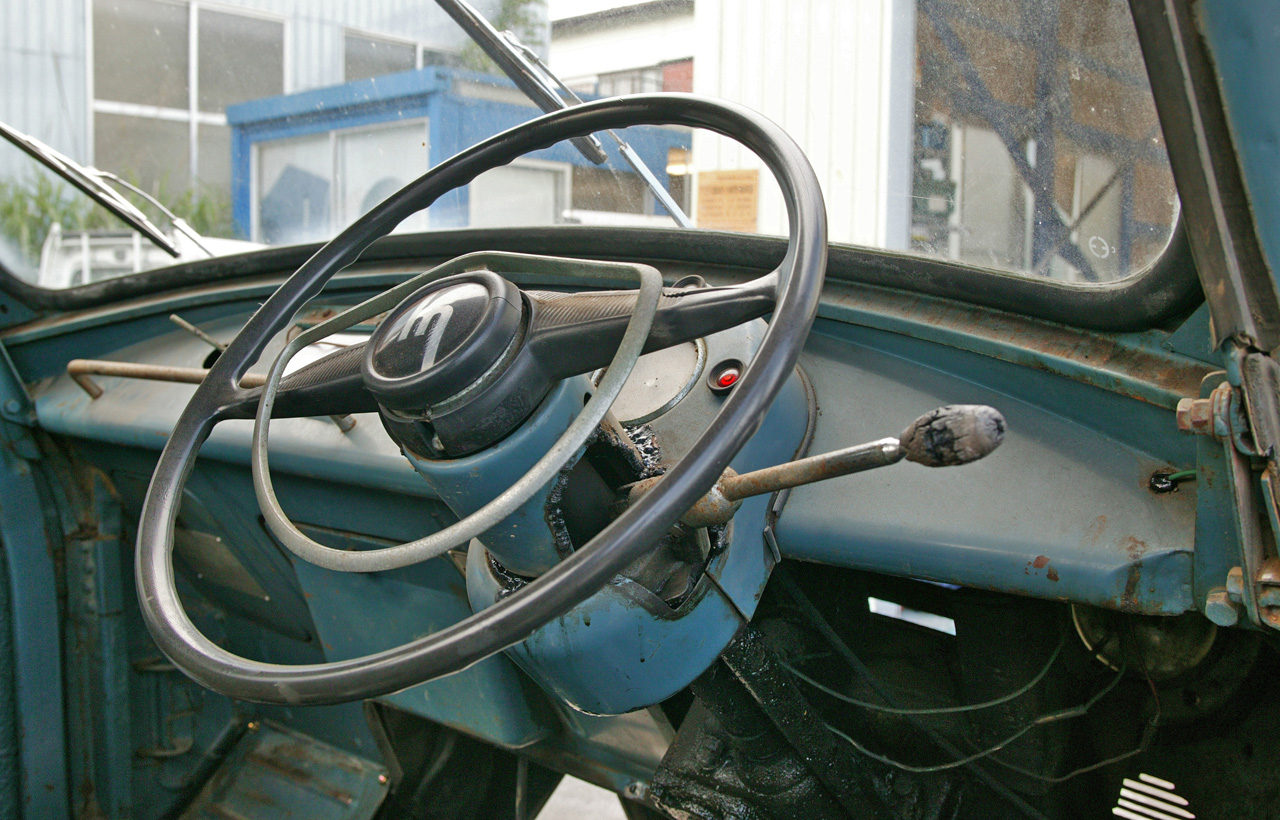
內裝照片，排檔桿位於方向盤右下方
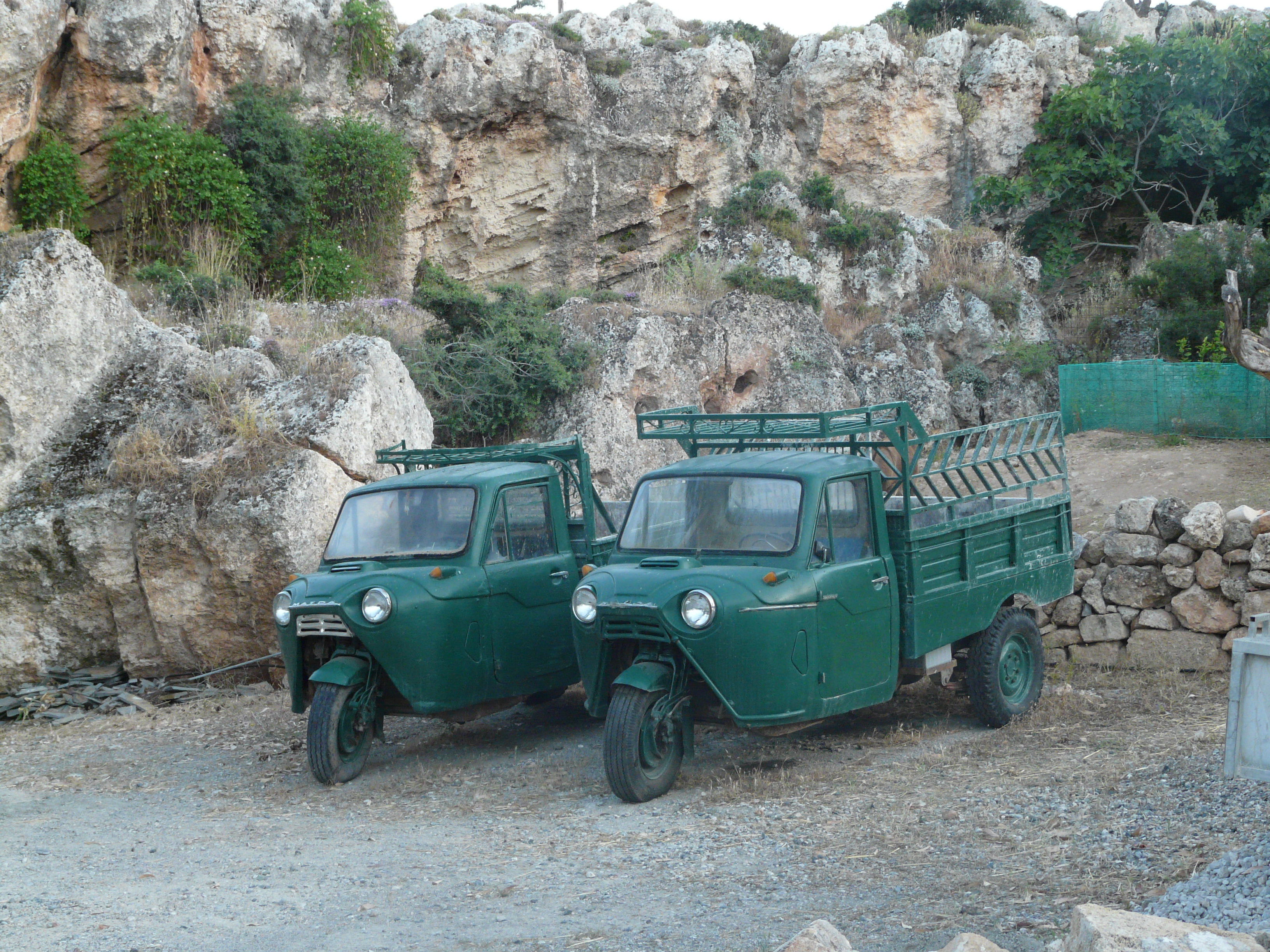
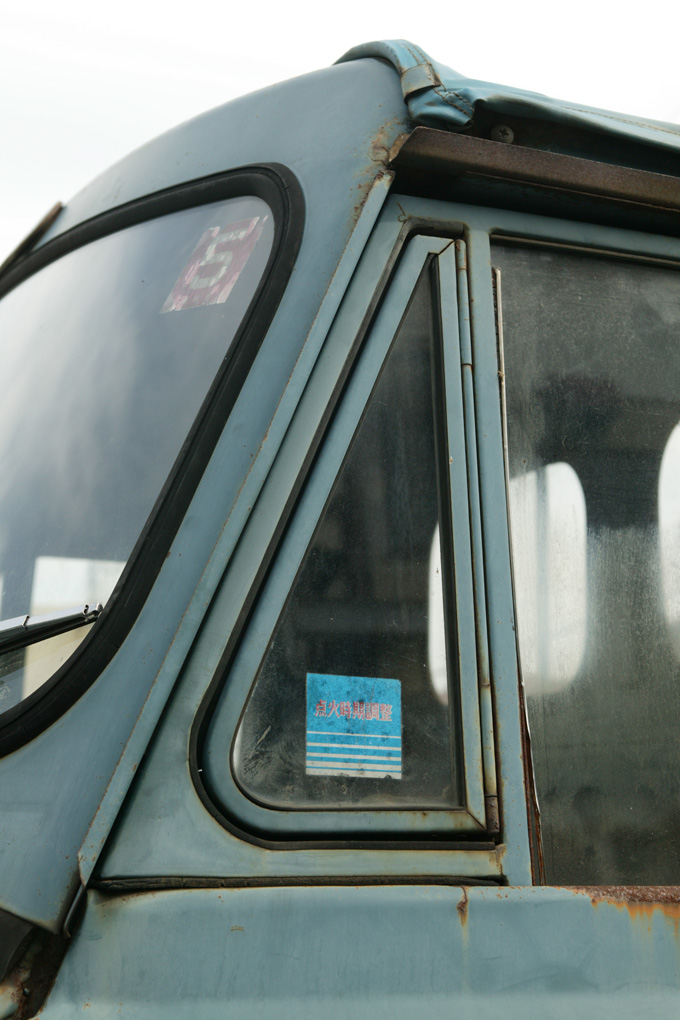
三角窗特寫

## 外部連結
- （日語）MAZDA T1500 （TUB81） （页面存档备份，存于）
- （日語）東洋工業（マツダ） （页面存档备份，存于）